# 盤州干潟
盤州干潟（ばんずひがた）は、千葉県木更津市の小櫃川河口から東京湾に広がる干潟。盤洲干潟とも表記する。日本最大級の干潟であり、日本の重要湿地500指定地に含まれる。

## 概要

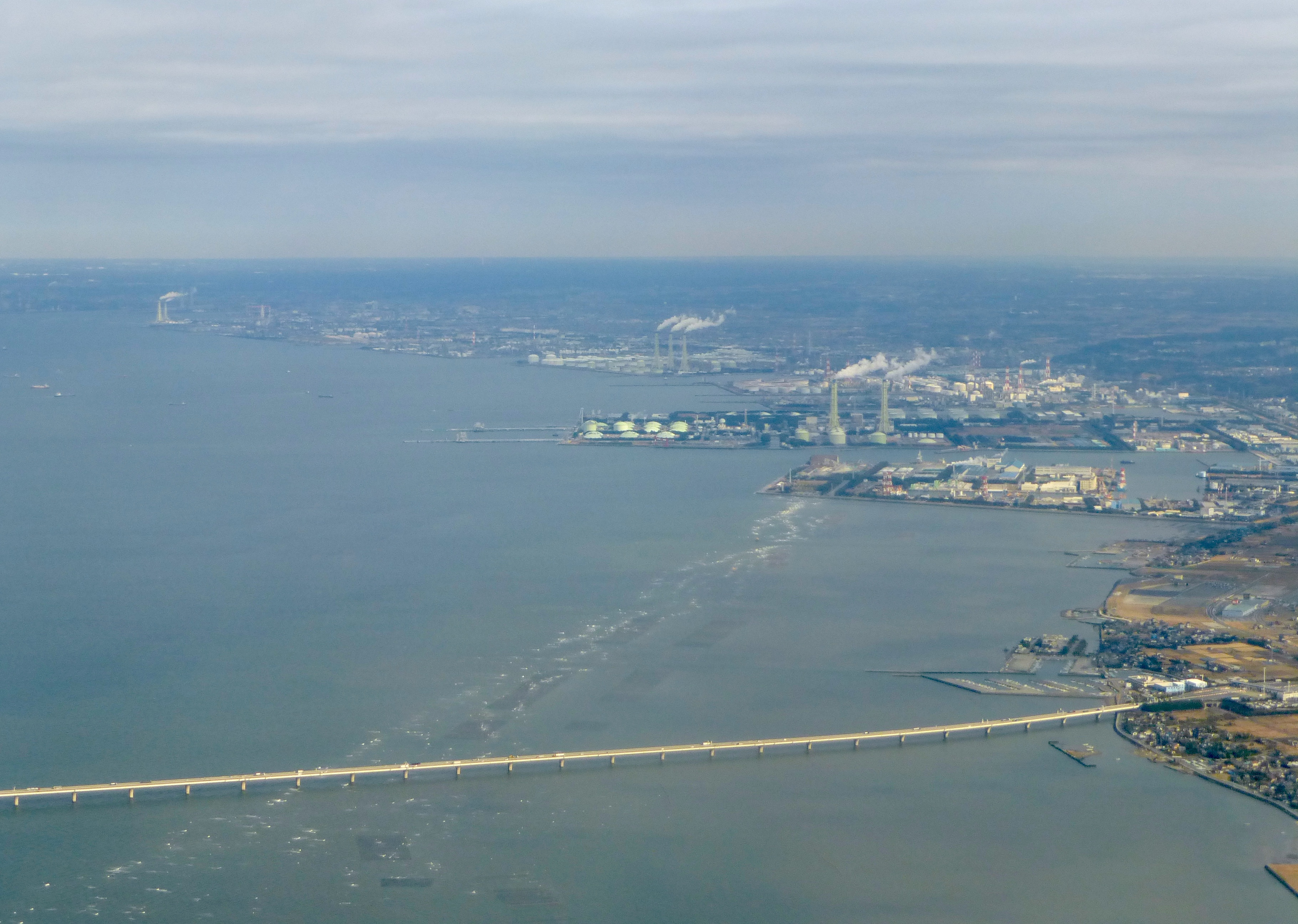
アクアブリッジ（陸側）周辺に広がる盤州干潟

最大1443ヘクタール（ha）に及ぶ東京湾に現存する広大な干潟である。小櫃川河口付近のアシ原から、東京湾にかけ干潮時に露出する広大な塩性湿地を指す。南北に走る浜堤を境に西側を砂底質の前浜干潟（1400ヘクタール）、東側を泥底質の後浜干潟（河口干潟・三角州、43ヘクタール）に分けられる。
千葉港湾区域（南袖ケ浦地区・袖ケ浦海浜公園）の端から牛込漁港（牛込船溜）、金田さざなみ公園、新町船溜、金田漁港中島地区（堀船溜）、東京湾アクアライン（アクアブリッジ）、金田漁港瓜倉地区（高須船溜・見立船溜）、畔戸漁港、龍宮城スパホテル三日月、浸透実験池、小櫃川、江川海岸、木更津駐屯地、中の島公園、木更津港湾区域（吾妻・江川地区）まで広がる。

## 自然

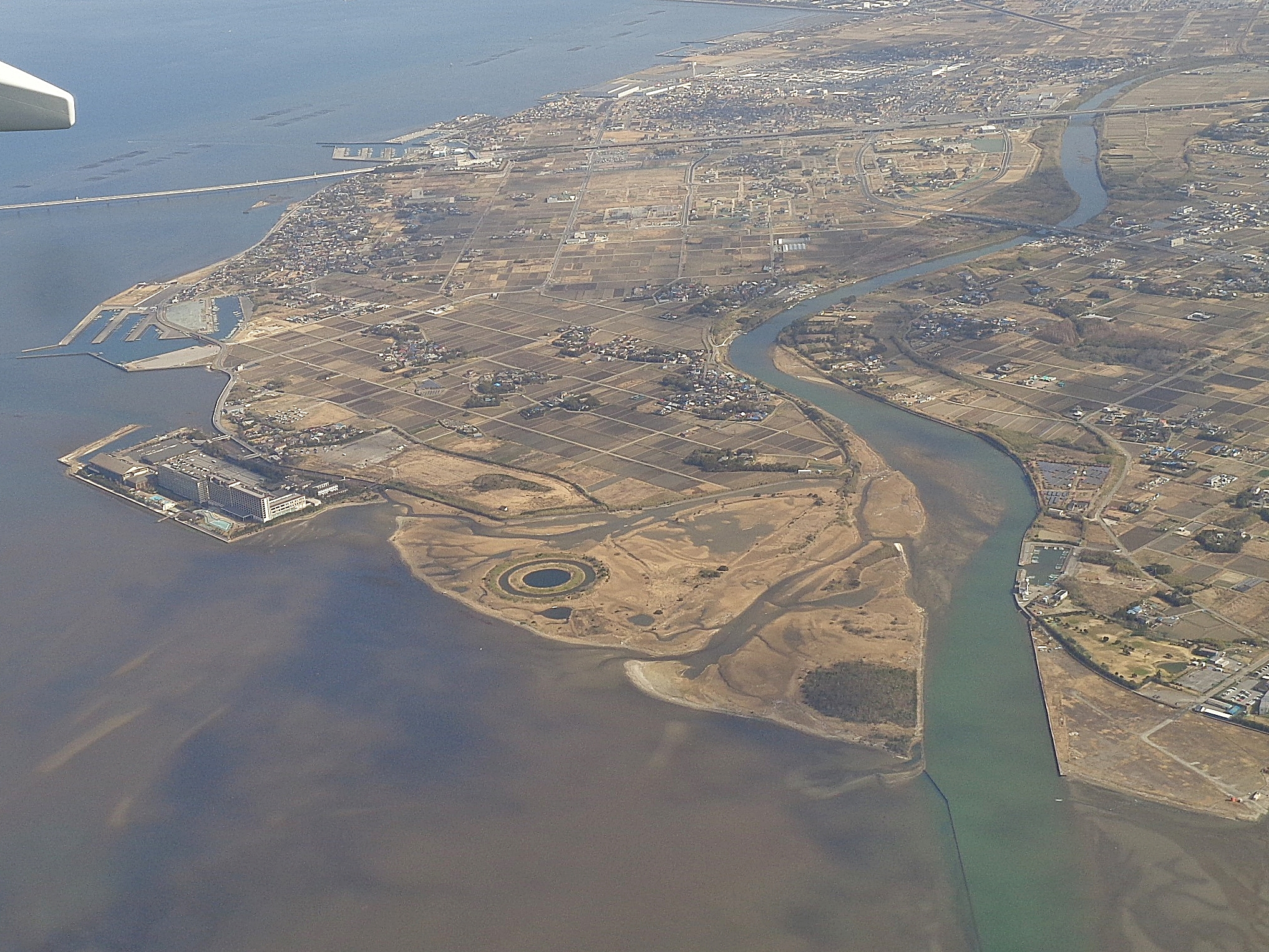
後浜干潟（小櫃川河口）にある浸透実験池を中心に空撮（2020年）

干潟特有の高い生物生産能力を背景に多様な生物が生息し、シギ、チドリ類の鳥類ほか、マゴチ、カレイ、ハゼ等の魚類、ベンケイガニ、ハマガニ、アナジャコといった甲殻類、ほかアサリ、バカガイ等の底生動物が多い。特に環境省のレッドリストにて絶滅危惧IB類に指定されている東京湾固有種のキイロホソゴミムシは本湿地のみに生息する種である。また、東京湾では唯一のアマモの群生が残っている。
かつて新日本製鐵の製鉄事業のため小櫃川の流水を冷却水として用いる試みがあったが、塩分濃度の高さのため断念した。その際に建造された施設が浸透実験池として現存しており、現在はカワウをはじめ数種の野鳥の営巣地となっている。

## 漁業
アサリやバカガイ漁のほか、ノリ養殖が盛ん。近年、希少種となっているアサクサノリを養殖する試みが行われている。干満の差を利用した簾立て漁法等も一部で行われている。
ハマグリやバカガイが多く生息するため、シーズンの春から夏頃にかけて牛込漁港、木更津海岸（中の島）、江川海岸、久津間海岸、金田海岸などの潮干狩場において潮干狩りが盛んである。
特にゴールデンウィーク頃の風物詩の一つとして、ゴールデンウィーク期間中のみでも年間約10万人の来場者数が干潟の潮干狩場に集まる。

## アクセス
- 公共交通機関
  - 木更津金田バスターミナルより、徒歩約10分（金田漁港瓜倉地区）
  - 木更津駅（JR東日本）、巌根駅（JR東日本内房線）より、バス（小湊鉄道木更津営業所）にて「江川」下車、徒歩約20分（江川海岸）
    - 木40：木更津駅西口 - 航空隊前 - 江川 - 金田中学校 - 金田中島 - 三井アウトレットパーク
    - 木41：木更津駅西口 - 航空隊前 - 江川 - 金田中学校 - 中島郵便局 - 三井アウトレットパーク
    - 木42：巖根駅 - 江川 - 金田中学校 - 金田中島 - 三井アウトレットパーク
    - 木44：木更津駅西口 - 航空隊前 - 江川 - 巌根駅 - 小櫃橋 - 三井アウトレットパーク
- 自動車
  - 最寄りのインターチェンジ
    - 館山自動車道 木更津北インターチェンジ、
    - 東京湾アクアライン 木更津金田インターチェンジ

  - 駐車場
    - 久津間海岸潮干狩場、金田海岸潮干狩場などの駐車場

## ギャラリー

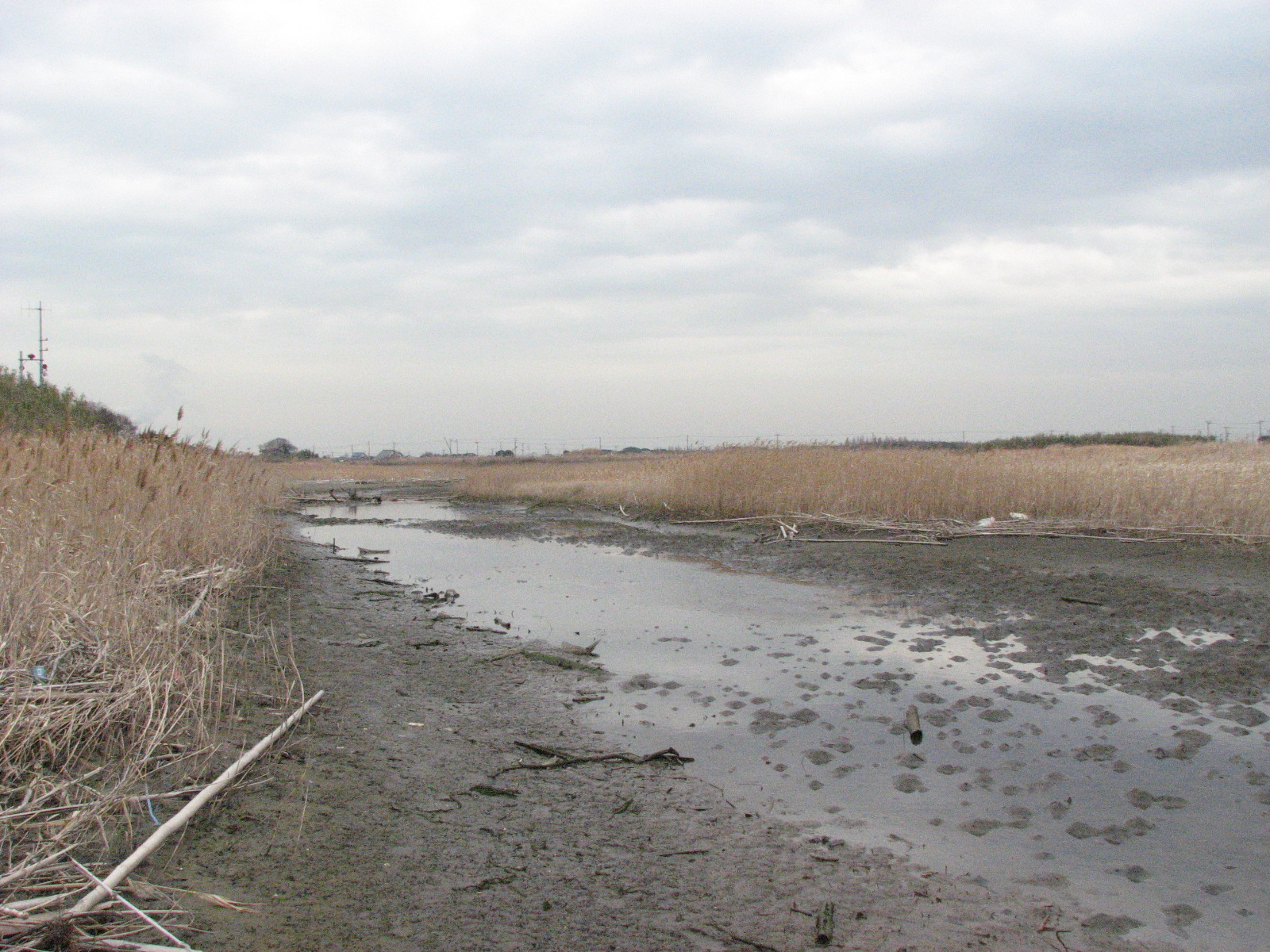
後浜干潟（小櫃川河口）付近のアシ原
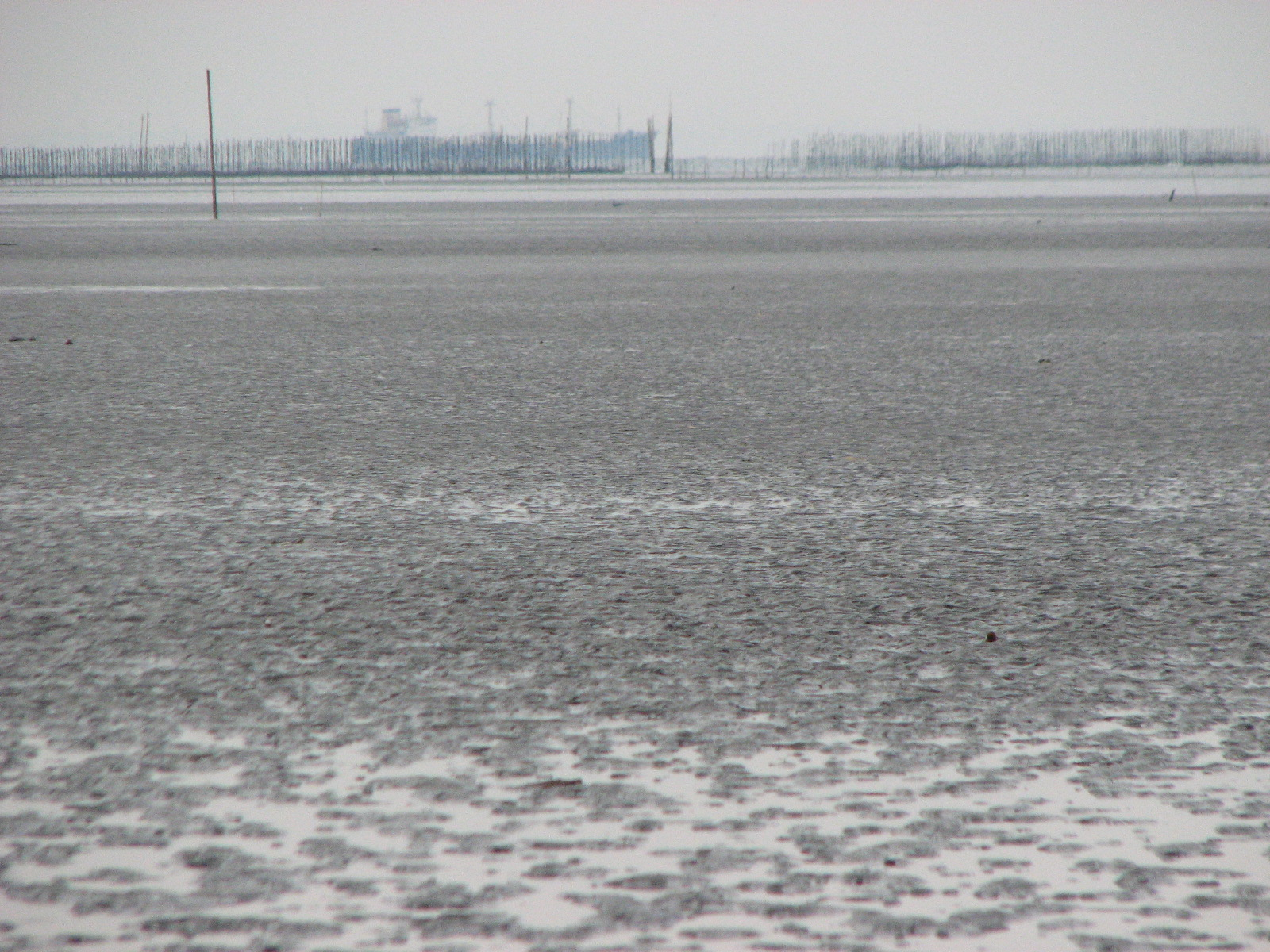
盤州干潟、奥に海苔養殖場および大型貨物船が見える
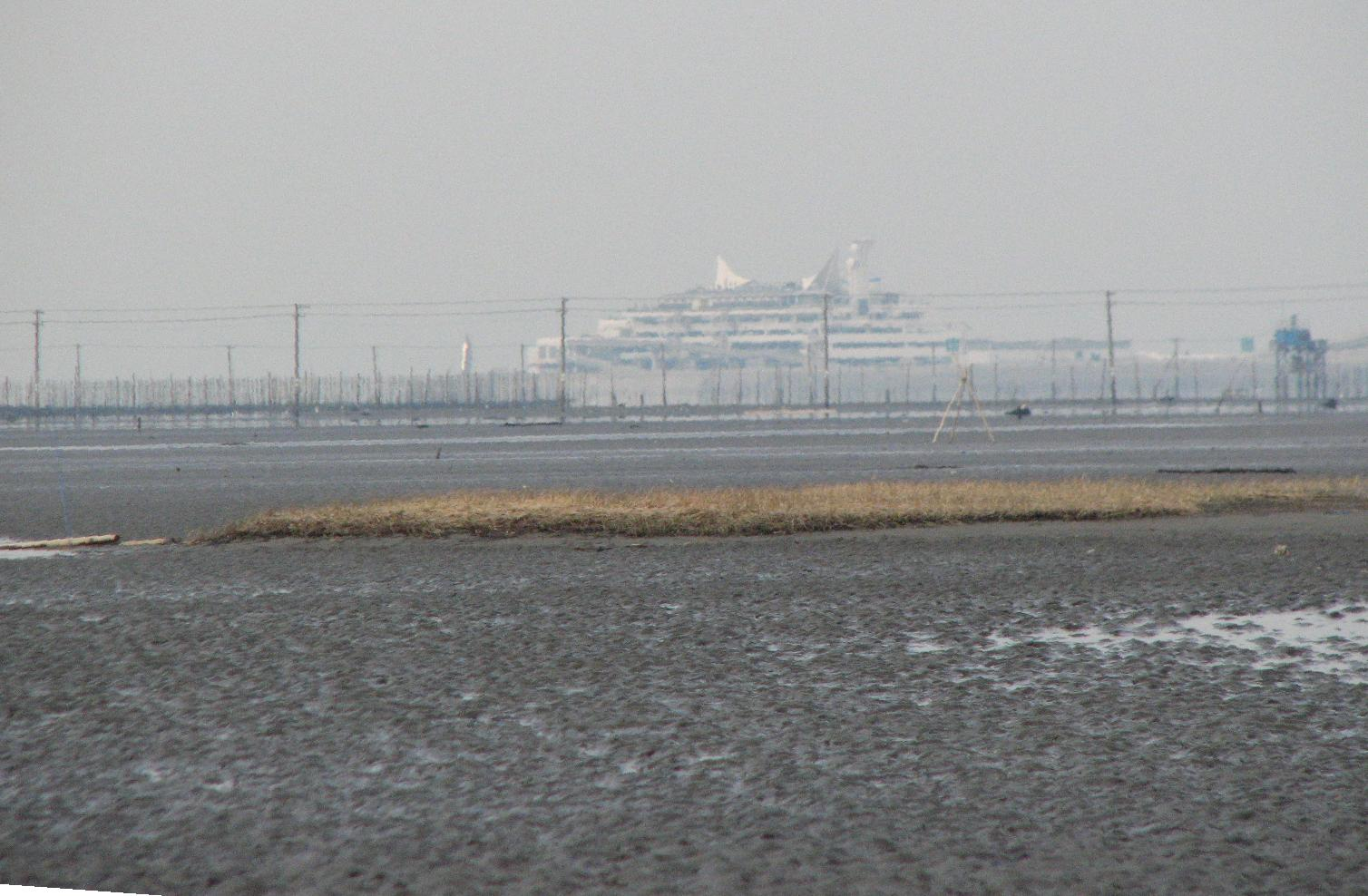
盤州干潟から見る海ほたるパーキングエリア
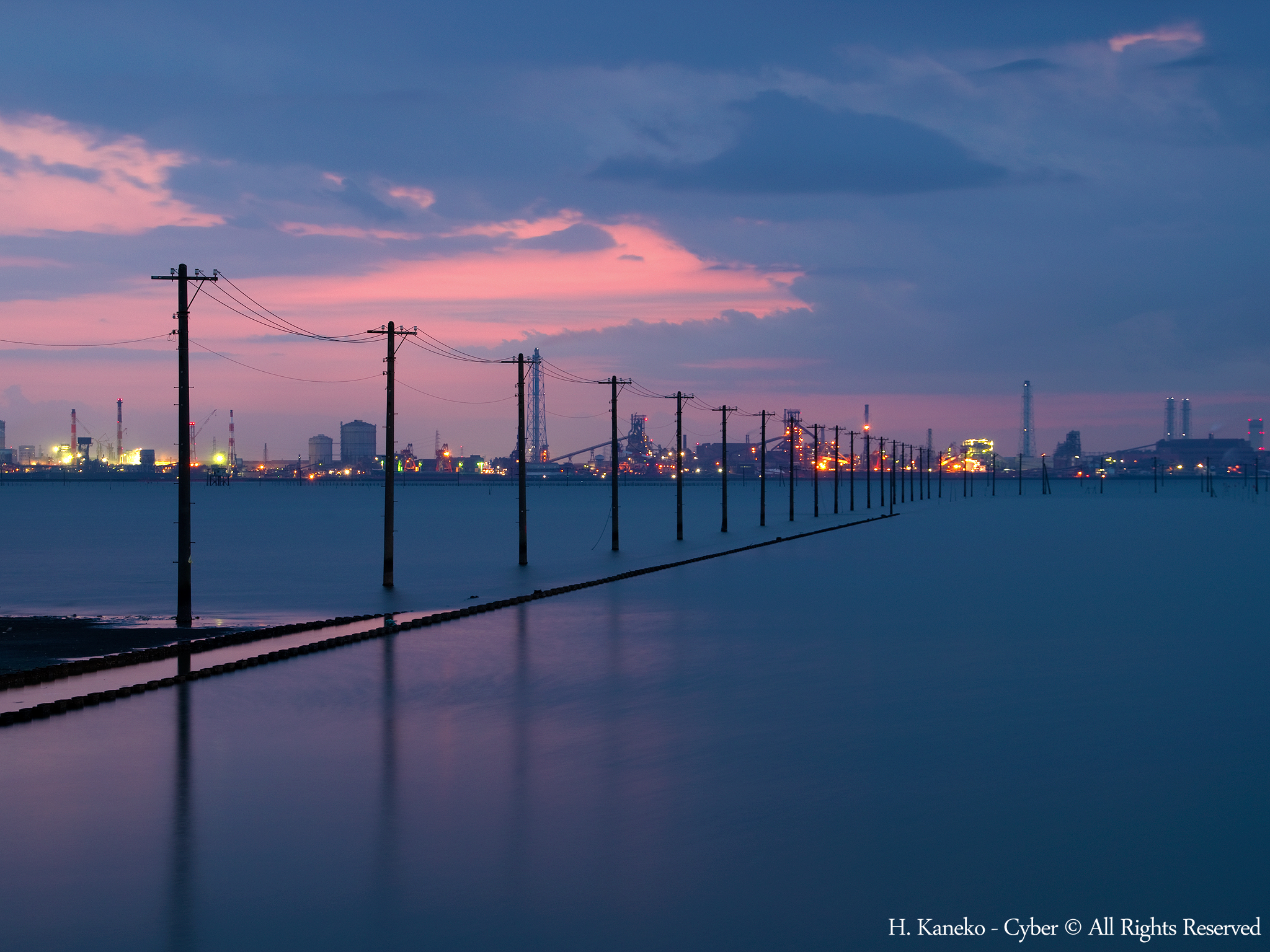
江川海岸
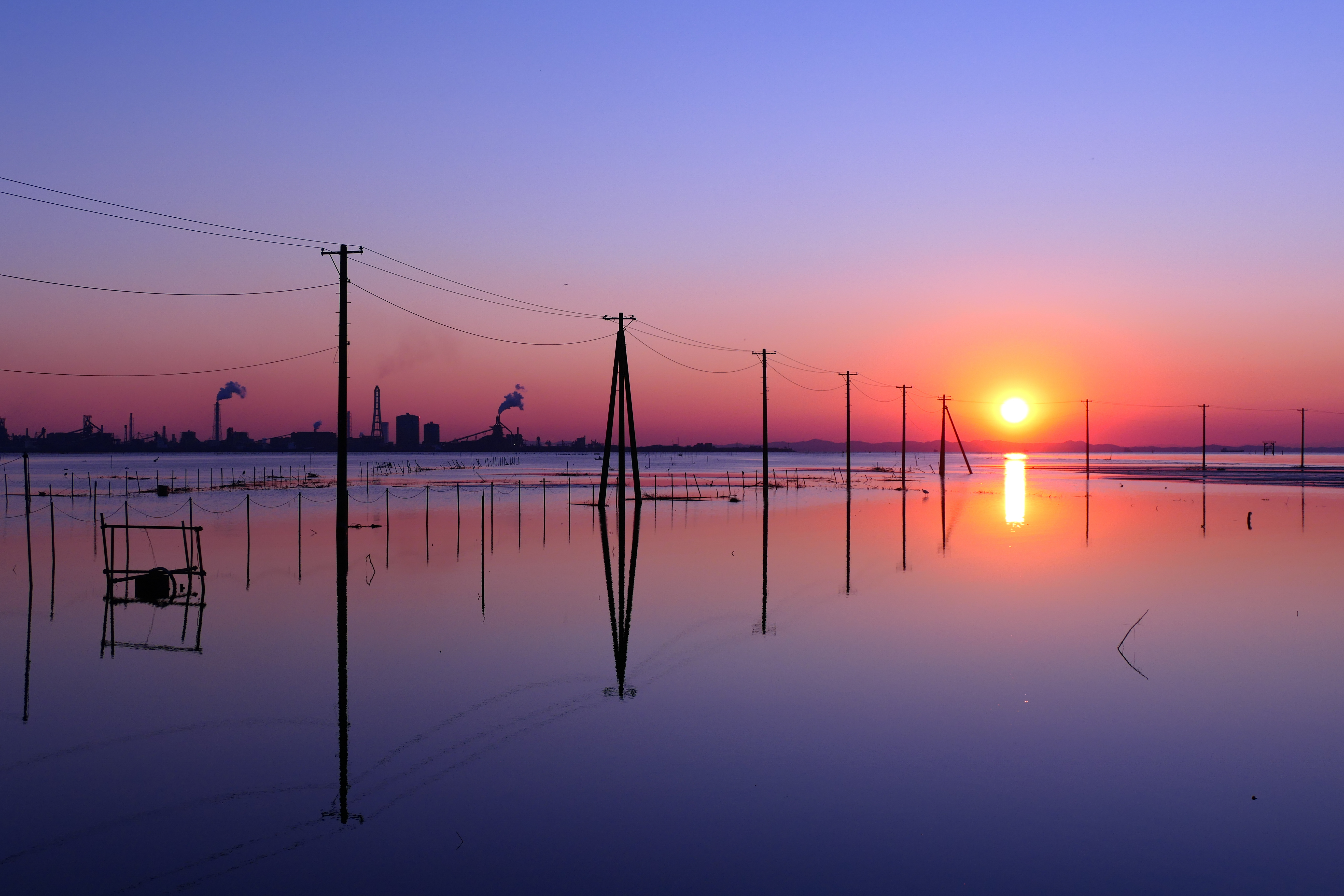
久津間海岸
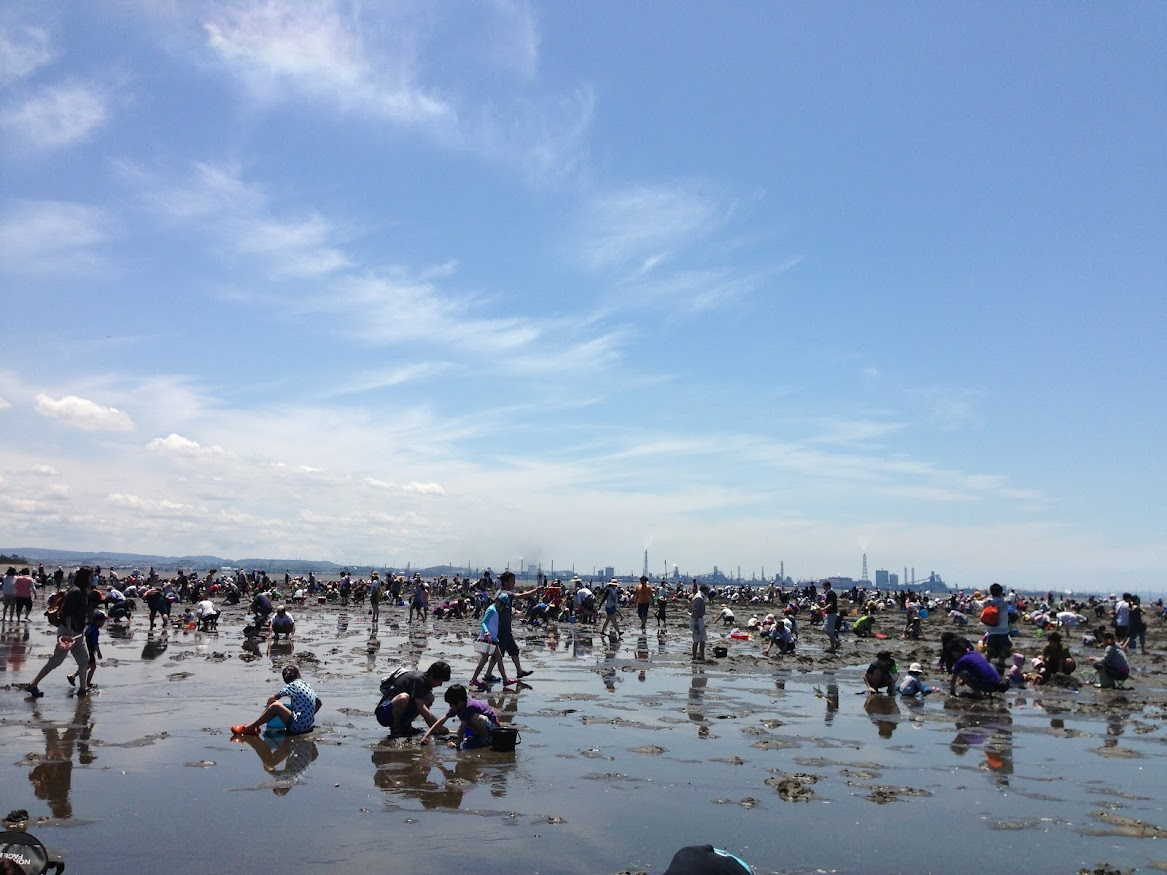
金田海岸の潮干狩り